# Angela K. Wilson
Angela K. Wilson es una química computacional, teórica y física estadounidense.  Actualmente es la profesora de química John A. Hannah en el departamento de química de la Universidad Estatal de Míchigan.  Anteriormente, fue profesora de química computacional y codirectora del Centro de computación científica avanzada y modelado (CASCaM) en la Universidad del Norte de Texas.  Fue Vicerrectora Asociada de la Facultad en la Universidad del Norte de Texas, donde dirigió la Oficina de Éxito de la Facultad, y trabajó con ~ 2,400 profesores hasta febrero de 2016, cuando se mudó a la Universidad Estatal de Míchigan (MSU). En marzo de 2016, comenzó a ocupar el cargo de Directora de la División de Química de la Fundación Nacional de Ciencias, al mismo tiempo que estaba en la facultad de MSU.

## Carrera
Recibió su licenciatura en ciencias de Eastern Washington University en 1990 y su doctorado de la Universidad de Minnesota en 1995. Trabajó como becaria postdoctoral en el Laboratorio Nacional del Pacífico Noroeste desde 1995 hasta 1997.  Anteriormente se desempeñó como Vicepresidenta Provincial Asociada en la facultad de la University of North Texas antes de unirse a la Michigan State University en 2016.  Se desempeñó como Directora de la División de Química en la Fundación Nacional de Ciencia de 2016 a 2018. 
Es editora de Química Teórica y Computacional, miembro del comité asesor editorial para Informes Científicos, y miembro de los consejos consultivos editoriales de la Revista de Química Física y la Revista Internacional de Química Cuántica . 
Ha editado cuatro libros, incluyendo Pioneers of Quantum Chemistry.

## Premios y honores
- Premio NSF CAREER, 2003[6][7]
- Mujeres Distinguidas en Química o Ingeniería Química, Unión Internacional de Química Pura y Aplicada, 2013[8]
- Medalla Francis P. Garvan-John M. Olin, 2015[9]
- Salón de la Fama de la Mujer de Míchigan, 2018

Es miembro de la American Chemical Society (2010), la Asociación Americana para el Avance de la Ciencia (2012) y la American Physical Society (2013). 